# Mohamed Fellag
Mohamed Fellag (Azeffoun (Kabylië), 31 maart 1950) is een Algerijns komiek, acteur en toneelschrijver.

## Levensloop
In 1968 ging hij naar de toneelschool in Algiers en gedurende zijn vierjarige studie trad hij op in verschillende theaters in Algerije. Vanaf 1978 speelde hij in verschillende theaterproducties in Frankrijk en Canada en in 1985 keerde hij naar Algerije terug waar hij begon als komiek voor het Théâtre National Algérien. Hier speelde hij de hoofdrol in L’Art de la Comédie van Eduardo de Filippo en speelde hij in Le Costume Blanc Couleur Glace à la Noix de Coco van Ray Bradbury. In 1987 creëerde hij zijn eerste theaterwerk, Les Aventures de Tchop.
Hij speelde in een aantal films en tv-shows en schreef in 1989 Cocktail Khorotov en in 1990 SOS Labès. Ondertussen had er in 1988 een opstand in het land plaatsgevonden en wonnen de islamisten van  het Front Islamique du Salut (FIS) de verkiezingen van 1991, wat uitmondde in de Algerijnse Burgeroorlog tot 2002. Fellag bleef aanvankelijk nog in Algerije en schreef in 1992 Un bateau pour l'Australie-Babor Australia. In september van het jaar erop werd hij benoemd tot directeur van het Théâtre de Béjaïa in Béjaïa (Bougie).
In 1994 ging hij met zijn stuk Un bateau pour l’Australie op tournee in Algerije en Tunesië. Aan het eind van het jaar vestigde hij zich in Tunis en creëerde hij het stuk Delirium dat door het Tunesische volk warm werd onthaald. In 1995 gebeurde uiteindelijk het onvermijdelijke: een bom explodeerde tijdens een van zijn optredens in het damestoilet. Totaal geschokt door deze gebeurtenis vertrok Fellag naar Parijs.
In Frankrijk kon hij zich vrijelijk uiten en werd zijn humor taboedoorbrekend over thema's als kolonialisme, onafhankelijkheid, onderdrukking, bureaucratie, emigratie en hopeloosheid. Deze woorden benoemde hij onomwonden en werden door middel van bandopnames ook in zijn eigen land gehoord. In december 1997 schreef hij mogelijk zijn beroemdste theaterwerk, Djurdjurassique Bled. Het stuk beschrijft verschillende fases in de geschiedenis van zijn geboorteland, de angsten en waanzin ervan en de menselijkheid van zijn volk.

## Erkenning
- 1997/98: Syndicat de la critique 1997-1998 voor zijn werk Djurdjurassique Bled
- 1999: Grote Prins Claus Prijs, samen met Al Jazeera en Vitral
- 2003: Raymond Devos-prijs
- 2003: Prix de la Francophonie, SACD
- 2012: Genie, voor zijn rol in Monsieur Lazhar

## Theaterproducties
- 1987: Les Aventures de Tchop
- 1989: Cocktail Khorotov
- 1990: SOS Labes
- 1992: Un Bateau pour l'Australie
- 1994: Delirium
- 1998: Djurdjurassic Bled
- 2001: Rue des petites daurades
- 2002: Le Syndrome de la page 12
- 2003: Opéra d'Casbah
- 2003: Che bella la vita !
- 2004: Le Dernier chameau
- 2007: L'ère des Ninjas et Djurdjurassic (Les Dinosaures)
- 2007: L'Allumeur de Rêves Berbères
- 2009: Tous les Algériens sont des mécaniciens

## Filmografie
- 1983: Liberté, la nuit, door Philippe Garrel
- 1990: De Hollywood à Tamanrasset
- 1998: Le Gone du Chaâba, door Christophe Ruggia
- 2001: Inch'Allah dimanche, door Yamina Benguigui
- 2002: Fleurs de sang, door Myriam Mézières
- 2003: Momo mambo, door Laïla Marrakchi
- 2005: Voisins, voisines, door Malik Chibane
- 2005: Rue des figuiers, door Yasmina Yahiaoui
- 2006: Michou d'Auber, door Thomas Gilou
- 2007: L'Ennemi intime, door Florent Emilio Siri
- 2009: Les Barons, door Nabil Ben Yadir
- 2010: Il reste du jambon ?, door Anne De Petrini
- 2010: Dernier étage, gauche, gauche, door Angelo Cianci
- 2010: Le Chat du rabbin, door Joann Sfar en Antoine Delesvaux: le Cheikh Sfar (stem)
- 2011: Monsieur Lazhar, door Philippe Falardeau